# Highland Dance
Pour plus de détails, voir Fiche technique et Distribution.
Highland Dance est un court métrage - documentaire américain en noir et blanc réalisé en 1894 par William K.L. Dickson.

## Fiche technique
- Titre original : Highland Dance
- Réalisation, production et scénario : William K.L. Dickson
- Durée : 1 minute
- Genre : court métrage et documentaire dramatique
- Format : 1.33:1 - noir et blanc - muet